# Rezolucja Rady Bezpieczeństwa ONZ nr 250
Rezolucja Rady Bezpieczeństwa ONZ nr 250 została przyjęta jednomyślnie 27 kwietnia 1968 r.
Rada przestrzegła Izrael przed planowaną organizacją obchodów Dnia Niepodległości w Jerozolimie. Izrael zignorował tę rezolucję, w odpowiedzi na co Rada przyjęła potępiającą ten akt rezolucję nr 251.